# CAC Boomerang
CAC Boomerang là một loại máy bay tiêm kích, được thiết kế và chế tạo tại Australia giai đoạn 1942-1945. Commonwealth Aircraft Corporation sản xuất Boomerang theo số hợp đồng sản xuất CA-12, CA-13, CA-14 và CA-19, máy bay được cung cấp theo mỗi hợp đồng sau đó kết hợp các sửa đổi và cải tiến. Boomerang có vai trò quan trọng vì nó là máy bay tiêm kích đầu tiên được thiết kế và chế tạo tại Australia.

## Biến thể
CA-12 (Mark I)
Phiên bản tiêm kích một chỗ, 105 chiếc.
CA-13 (Mark II)
Phiên bản cải tiến của CA-12, 95 chiếc.
CA-14
1 chiếc trang bị động cơ turbo tăng áp, không đưa vào sản xuất. Số đuôi A46-1001.
CA-14A
Mẫu thử CA-14 được sửa đổi
CA-19
Biến thể trinh sát chiến thuật, 49 chiếc. Số đuôi: A46-201 to A46-249.

## Quốc gia sử dụng
Úc
- Không quân Hoàng gia Australia
  - Đơn vị chuyển loại phi công số 2 (10/1942–1945)
  - Phi đoàn số 4 (8/1943 – 8/1945). Mật danh: QE
  - Phi đoàn số 5 (11/1943 – 8/1946). Mật danh: BF
  - Phi đoàn số 83 (9/1943 – 8/1945). Mật danh: MH
  - Phi đoàn số 84 (4/1943 – 10/1943). Mật danh: LB
  - Phi đoàn số 85 (5/1943 – 1/1945). Mật danh: SH
  - Đơn vị liên lạc số 8 (2/1944 – 8/1944). Mật danh: ZA

## Tính năng kỹ chiến thuật (CA-12)
The Great Book of Fighters

### Đặc điểm riêng
- Tổ lái: 1
- Chiều dài: 25 ft 6 in (7,77 m)
- Sải cánh: 36 ft 0 in (10,97 m)
- Chiều cao: 9 ft 7 in (2,92 m)
- Diện tích cánh: 225 ft² (20,9 m²)
- Trọng lượng rỗng: 5.373 lb (2.437 kg)
- Trọng lượng có tải: 7.699 lb (3.492 kg)
- Động cơ: 1 × Pratt & Whitney R-1830 Twin Wasp, 1.200 hp (895 kW)

### Hiệu suất bay
- Vận tốc cực đại: 305 mph (265 knots, 491 km/h) tại độ cao 15.500 ft (4.730 m)
- Tầm bay: 930 mi (810 nm, 1.500 km)
- Trần bay: 29.000 ft (8.800 m)
- Vận tốc lên cao: 2.940 ft/min (14,9 m/s)
- Lực nâng của cánh: 34,2 lb/ft² (167,1 kg/m²)
- Lực đẩy/trọng lượng: 0,16 hp/lb (256 W/kg)

### Vũ khí
- 2 khẩu pháo Hispano hoặc CAC 20 mm (0.787 in)
- 4 khẩu súng máy M1919 Browning 0.303 in (7,7 mm)
- Có thể mang theo bom